# Golden League
Cet article concerne la compétition d'athlétisme nommée Golden League. Pour la compétition de handball, voir Golden League (handball).
La Golden League est une ancienne compétition d'athlétisme organisée par la Fédération internationale d'associations d'athlétisme (IAAF) de 1998 à 2009. Les vainqueurs étaient les athlètes qui remportaient l'ensemble des meetings du programme, se partageant alors la somme d'un million de dollars (USD). La Golden League est remplacée à partir de la saison 2010 par la Ligue de diamant.

## Historique
En 1998, la première édition de la Golden League comprenait 6 meetings : Oslo, Rome, Monaco, Zurich, Bruxelles et Berlin.
En 1999, le meeting de Paris Saint-Denis, a été ajouté. Puis en 2003, Monaco est sorti de la Golden League, devenant alors le tournoi final de l'IAAF, où les athlètes ayant gagné aux 6 meetings doivent se rendre et participer pour ensuite recevoir leurs chèques.
Le meeting du Bislett 2004 a eu lieu à Bergen (Norvège) pendant la reconstruction du stade du Bislett d'Oslo.
Certaines règles ont évolué au cours des éditions. En général, six épreuves féminines et six épreuves masculines sont choisies. En 2000, le prix avait été fixé à 50 kg de lingots d'or, mais l'année suivante le prix initial a été rétabli. Durant les années 2000 et 2001, les vainqueurs d'au moins 5 des 7 grands prix étaient désignés vainqueurs.
En 2006, les meetings ont été, dans l'ordre : Oslo (2 juin), Saint-Denis (8 juillet), Rome (14 juillet), Zurich (18 août), Bruxelles (25 août) et Berlin (3 septembre). Asafa Powell, Jeremy Wariner et Sanya Richards se sont partagé le jackpot de 500 000 $ et chacun a obtenu en sus 83 333 $ du jackpot secondaire (également remporté par les vainqueurs de cinq épreuves sur six, soit Kenenisa Bekele, Irving Saladino et Tirunesh Dibaba).
En 2007, la Golden League comprend les mêmes 6 meetings mais les règles du jackpot changent un peu : il y a toujours 1 000 000 $ à partager pour ceux qui remporteront les épreuves désignées (messieurs : 100 m, 1 500 m ou Mile, 110 m h, triple saut, javelot ; dames : 100 m, 400 m, 100 m h, saut en hauteur, perche) dans les six meetings mais dans le cas où aucun, à travers la saison, ne resterait sans défaite, alors le prix serait divisé par deux et partagé parmi ceux qui auront remporté cinq victoires.
En 2008, les dix épreuves retenues par la Fédération internationale pour la Golden League sont les 100 m, 400 m, 1500 m, 400 m haies, longueur et javelot chez les hommes, et les 200 m, 800 m, 100 m haies et hauteur pour les femmes.
À partir de 2010, la Golden League laisse sa place à la Diamond League, compétition regroupant quatorze meetings. Ce nouveau format a pour but d'accroître la popularité de l'athlétisme.

## Meetings
| Meeting            | Stade               | Lieu        |
| ------------------ | ------------------- | ----------- |
| ISTAF              | Stade olympique     | Berlin      |
| Bislett Games      | Bislett stadion     | Oslo        |
| Golden Gala        | Stade olympique     | Rome        |
| Meeting Areva      | Stade de France     | Saint-Denis |
| Weltklasse Zürich  | Stade du Letzigrund | Zurich      |
| Mémorial Van Damme | Stade Roi Baudouin  | Bruxelles   |

## Palmarès
| Année | Vainqueur(s)             | Epreuve(s)             |
| ----- | ------------------------ | ---------------------- |
| 1998  | Marion Jones             | 100 m                  |
| 1998  | Haile Gebrselassie       | 3000 / 5000 m          |
| 1998  | Hicham El Guerrouj       | 1500 m                 |
| 1999  | Gabriela Szabo           | 3000 m                 |
| 1999  | Wilson Kipketer          | 800 m                  |
| 2000  | Gail Devers              | 100 m haies            |
| 2000  | Hicham El Guerrouj       | 1500 m/Mile            |
| 2000  | Maurice Greene           | 100 m                  |
| 2000  | Trine Hattestad          | Javelot                |
| 2000  | Tatyana Kotova           | Saut en longueur       |
| 2001  | André Bucher             | 800 m                  |
| 2001  | Hicham El Guerrouj       | 1500 m / mile / 2000 m |
| 2001  | Allen Johnson            | 110 m haies            |
| 2001  | Marion Jones             | 100 m                  |
| 2001  | Violeta Szekely          | 1500 m                 |
| 2001  | Olga Yegorova            | 3000 / 5000 m          |
| 2002  | Hicham El Guerrouj       | 1500 m                 |
| 2002  | Ana Guevara              | 400 m                  |
| 2002  | Marion Jones             | 100 m                  |
| 2002  | Felix Sánchez            | 400 m haies            |
| 2003  | Maria Mutola             | 800 m                  |
| 2004  | Christian Olsson         | Triple saut            |
| 2004  | Tonique Williams-Darling | 400 m                  |
| 2005  | Tatyana Lebedeva         | Triple saut            |
| 2006  | Asafa Powell             | 100 m                  |
| 2006  | Jeremy Wariner           | 400 m                  |
| 2006  | Sanya Richards           | 400 m                  |
| 2007  | Sanya Richards           | 400 m                  |
| 2007  | Yelena Isinbayeva        | Saut à la perche       |
| 2008  | Pamela Jelimo            | 800 m                  |
| 2009  | Yelena Isinbayeva        | Saut à la perche       |
| 2009  | Sanya Richards           | 400 m                  |
| 2009  | Kenenisa Bekele          | 3000 / 5000 m          |